# إبراهيم البلوي (رياضي)
إبراهيم حمدان البلوي هو الرئيس السابع والثلاثون لنادي الاتحاد السعودي وهو الأخ الأصغر لمنصور البلوي
وفاز إبراهيم البلوي بالانتخابات لرئاسة نادي الاتحاد يوم الأحد 19 يناير 2014، عقب تفوقه على منافسه أحمد كعكي، بفارق كبير حيث حصل على 168 صوت مقابل 61 صوت لمنافسه، في عملية الاقتراع لاختيار رئيس جديد، يحل بدلاً من الرئيس المستقيل محمد الفايز.